# シルバーダスト (ヒノキ科)
シルバーダスト (学名：Cupressocyparis leylandii 'Silver Dust')は、ヒノキ科レイランドヒノキ属レイランドヒノキの園芸樹。常緑針葉樹の高木。

## 名前の由来
アラスカヒノキとモントレーイトスギの交雑種。「Cupressocyparis」は両種の交雑を意味し、「leylandii」はイギリスの発見者の姓に由来する。品種名は斑入りの葉のイメージより命名された。イギリスで自然交雑によって生み出された。

## 成長
挿し木で繁殖する。枝が荒く、最初は「魚の骨」のような状態で、樹高1.5m以下では鑑賞的価値が低い。枝が荒い点は、剪定の繰り返しで密になるが、1.5mを超えて育つと枝の粗さが逆に個性となり違和感を感じなくなる。病害虫に強く強健。成長は早く10-15mの樹高に達し、広円錐形となる。耐寒性にやや問題があり、冬季に-8度以下になる地域には向いていない。比較的半日陰でも育ち、夏の暑さや積雪にも強い。肥料は特に不要で、排水性のよい乾燥気味の土壌を好む。鉢栽培には兄弟種である「ゴールドライダー」の方が向いている。根の発達が弱いので、生育した後の移植は非常に困難とされている。葉の色は一年を通じて安定しており変色しない。

## 特徴
モントレーイトスギのゴールドクレストよりアラスカヒノキに近い品種で、葉は若干ゴツゴツした印象で、枝分かれも少なく粗い。葉には葉緑素の抜けた斑入り部分がある。アラスカヒノキとの違いは成長速度に見いだされる。

## 類似の園芸品種
- Leylandii (レイランディ) - ゴールドライダーの原種。
- Gold Rider (ゴールドライダー) - 同じレイランドヒノキの黄金品種。鱗葉は細く黄金色。他の性格はシルバーダストに似るが、鉢栽培に向いている[7]。再移植は非常に困難[7]。下枝の伸びが良好で横幅が出やすく、地植えで放任するには広い面積が必要。ヨーロッパゴールドとともに育てやすい円錐形コニファーとして広く活用されている[7]。
- Goldrider albovariegata (ゴールドライダー・アルボバリエガータ) - ゴールドライダーの班入り品種[8]。ゴールドライダー程は成長しないので管理しやすい[8]、やはり鉢栽培に向く[8]。ゴールドライダーよりも樹勢が弱い。再移植は非常に困難[8]。
- Castlewellan Gold (キャッスルウェランゴールド) - レイランディに似るが、より生育が早く大きく育つ。
- Mellow Yellow (メローイエロー) -
- Robinson's Gold (ロビンソンゴールド) -

## 関連事項
- アラスカヒノキ
- モントレーイトスギ
- ゴールドクレスト (植物) - モントレーイトスギの園芸品種
- コニファー